# Elijah Cummings

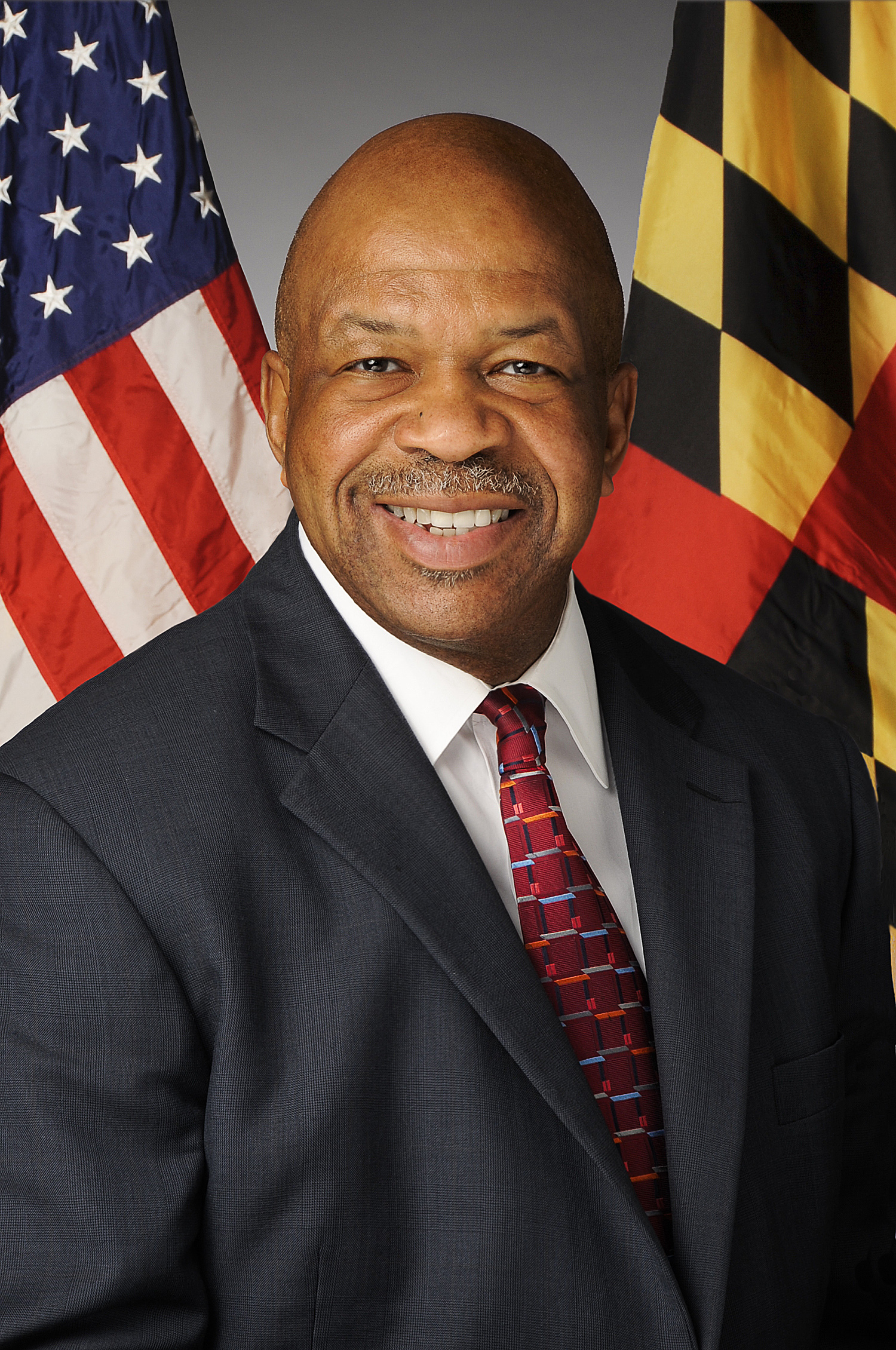
Elijah Cummings (2013)

Elijah Eugene Cummings (* 18. Januar 1951 in Baltimore, Maryland; † 17. Oktober 2019 ebenda) war ein amerikanischer Politiker der Demokratischen Partei. Von 1996 bis zu seinem Tod vertrat er den 7. Kongresswahlbezirk Marylands im Repräsentantenhaus der Vereinigten Staaten.

## Familie, Ausbildung und Beruf
Elijah Cummings war eines von sieben Kindern einer Arbeiterfamilie. Seine Eltern zogen von einer Farm in South Carolina, in der sie Sharecropper gewesen waren, nach Maryland in ein Mietshaus und sparten, bis sie 1963 ein Haus in einem desegregierten Stadtviertel beziehen konnten. Mit elf Jahren engagierte sich Cummings erstmals in der Bürgerrechtsbewegung, als er mit anderen Schülern für die Desegregation eines Schwimmbades demonstrierte.
Bis 1969 besuchte Cummings die Highschool Baltimore City College und studierte danach an der Howard University in Washington, die er 1973 mit dem Bachelorgrad in Politikwissenschaft abschloss. Nach einem anschließenden Jurastudium an der University of Maryland in Baltimore (Juris Doctor 1976) begann er, nach seiner Zulassung 1976 als Rechtsanwalt zu arbeiten. Zwischenzeitlich war er Vorsitzender Richter am Maryland Moot Court Board.
Er war mit Maya Rockeymoore Cummings verheiratet, die eine Politikberatungsfirma in Washington betreibt und sich 2018 um die Nominierung der Demokraten für das Gouverneursamt in Maryland bewarb. Sie hatten drei Kinder und wohnten in Baltimore. Cummings war Baptist.
Cummings starb am 17. Oktober 2019 in Baltimore nach längeren gesundheitlichen Problemen.

## Politische Laufbahn
Zwischen 1983 und 1996 saß Cummings im Abgeordnetenhaus von Maryland, dessen Präsident er ab 1995 war – das bis dahin höchste Amt, das ein Afroamerikaner in Maryland innehatte. Ab 1984 war er dort zudem Vorsitzender des Maryland Legislative Black Caucus.
Nach dem Rücktritt des Abgeordneten Kweisi Mfume wurde Cummings bei der fälligen Nachwahl am 16. April 1996 für den siebten Kongresswahlbezirk Marylands als dessen Nachfolger in das US-Repräsentantenhaus in Washington gewählt, wo er am 26. April 1996 seine Arbeit aufnahm. In der Vorwahl der Demokraten hatte er 26 Mitbewerber geschlagen und in der Hauptwahl den Republikaner Kenneth Konder mit über 80 Prozent der Stimmen. Nach elf Wiederwahlen mit stets deutlich mehr als 70 Prozent der Stimmen, zuletzt 2018, lief sein Mandat im 116. Kongress der Vereinigten Staaten bis zu seinem Tod. Cummings vertrat einen Großteil der Stadt Baltimore und ihrer verhältnismäßig wohlhabenden Vorstädte. Der Wahlkreis wurde mehrheitlich von Afroamerikanern bewohnt. Cummings setzte seine rhetorische Begabung unter anderem für die Anliegen von Armen und Drogenabhängigen ein.
Cummings war Mitglied in den Ausschüssen für Verkehr und Infrastruktur, für Aufsicht und Regierungsreform (Oversight) und in einigen Unterausschüssen.
Vor der Präsidentschaftswahl 2008 gründete Cummings 2007 die Maryland Grass Roots Campaign, eine Initiative, die sich für die Wahl Barack Obamas einsetzte. Cummings, der den Boy Scouts of America und verschiedenen gesellschaftlichen Initiativen angehörte, gehörte von 2004 bis zu seinem Tod dem Democratic National Committee an, der Organisation der Bundespartei.
Von Januar 2019 bis zu seinem Tod war Cummings Vorsitzender des Committee on Oversight and Reform, das nach der Wahl 2018 unter der Mehrheit der Demokraten eine Schlüsselstellung bei Untersuchungen zu Donald Trumps Präsidentschaft innehat. Als solcher leitete er am 27. Februar 2019 die Befragung von Michael Cohen, der als früherer persönlicher Anwalt Donald Trumps zu diesem Auskunft gab. Als Cummings weitere Untersuchungen gegen Präsident Trump führte, griff dieser ihn im Juli 2019 wegen der Armut seines Wahlkreises an. Trump bezeichnete Baltimore als „rattenbefallenes Chaos“ (rodent-infested mess), in dem kein Mensch leben wolle, was zum Vorwurf des Rassismus wegen der mehrheitlich afroamerikanischen Bevölkerung dieses Gebiets führte. In der ab September 2019 geführten Amtsenthebungsuntersuchung des Repräsentantenhauses gegen Präsident Trump spielte Cummings eine Schlüsselrolle. Nach Cummings Tod übernahm Carolyn B. Maloney seine Nachfolge im Ausschussvorsitz.
Zeitweilig gehörte er auch dem gemeinsamen Wirtschaftsausschuss und dem House Select Committee on Benghazi an. Er war Teil des Congressional Progressive Caucus und zeitweise Vorsitzender des Congressional Black Caucus, des Zusammenschlusses der afroamerikanischen Kongressmitglieder.

## Positionen
Im Abgeordnetenhaus von Maryland galt Cummings als ausgesprochener Linksliberaler (amerikanisch „liberal“) und zugleich als geschickter Konsenshersteller. Für seinen Bezirk im westlichen Baltimore, der hauptsächlich von Afroamerikanern bewohnt war, setzte er sich unter anderem für bessere Gesundheitsversorgung, Netzausbau, Waffenkontrolle und Arbeitsplätze durch Partnerschaft mit Unternehmen ein.
Auch im Kongress gehörte Cummings zum linken Flügel seiner Partei. Er stimmte dort unter anderem 1996 gegen die von Präsident Bill Clinton und den Republikanern ausgehandelte Sozialversicherungsreform, die Leistungen stark einschränkte, und gegen das Verbot öffentlicher Ausbildung für illegal Eingewanderte und gegen Amtszeitbegrenzungen.